# 波特鎮區 (印地安納州波特縣)
波特鎮區（英語：Porter Township）是位於美國印地安納州波特縣的一個行政鎮區。

## 地方資料
根據2010年美國人口普查的數據，波特鎮區的面積為117.22平方千米，當中陸地面積為116.40平方千米，而水域面積為0.82平方千米。當地共有人口9367人，而人口密度為每平方千米79.91人。